# Еван Центопані
Еван Майкл Центопані (англ. Evan Michael Centopani; 7 квітня 1982, Бріджпорт, США) — американський культурист.

## Кар'єра

### Любительська
- 2006 — Чемпіонат Атлантик-Сіті — 1 місце
- 2006 — NPC Nationals — 1 місце
- 2007 — NPC Nationals — 1 місце

### Професійна
- 2009 Нью-Йорк Про — 1 місце
- 2011 Флекс Про — 1 місце
- 2011 Арнольд Класік — 4 місце
- 2012 Арнольд Класік — 3 місце
- 2012 Містер Олімпія — 8 місце